# Лотте Ленья
Лотте Ленья (англ. Lotte Lenya; настоящее имя — Каролина Вильгельмина Шарлотта Бламауэр, нем. Karoline Wilhelmine Charlotte Blamauer; 18 октября 1898, Вена — 27 ноября 1981, Нью-Йорк) — австро-американская актриса и певица, наиболее известная как исполнительница роли Дженни в первой постановке «Трёхгрошовой оперы» (1928) и по роли русской злодейки Розы Клебб в фильме о Джеймсе Бонде «Из России с любовью» (1963).

## Биография
Каролина Вильгельмина Шарлотта Бламауэр родилась в столице Австро-Венгрии, Вене, в католической семье. В 1914 году она покинула Австрию и переехала в Цюрих, где брала уроки актёрского мастерства. Там же она дебютировала на сцене, взяв при этом себе имя Лотте Ленья.
В 1921 году актриса поселилась в Берлине, выступала в небольших ролях в берлинских театрах, а первый успех к ней пришёл в 1928 году после исполнения роли Дженни в первой постановке «Трёхгрошовой оперы» Б. Брехта. В 1931 году она дебютировала в кино, сыграв ту же роль в экранизации пьесы. Лотте Ленья также записала несколько песен на студии «Weils».
В 1926 году Лотте Ленья вышла замуж за композитора Курта Вайля. После прихода в Германии к власти нацистов супруги были вынуждены эмигрировать. Чтобы не возникло проблем с эмиграцией, им пришлось развестись. и в марте 1933 году они покинули Германию и обосновались в Париже. В 1935 году Лотте Ленья с мужем переехали в США, где в 1937 году вновь оформили свой брак, а в 1941 году купили свой собственный дом в небольшой деревне в 50 км от Нью-Йорка. Лотте Ленья была вместе с мужем до его смерти в 1950 году, а после этого ещё трижды выходила замуж: дважды становилась вдовой, а в третий раз развелась.
В течение Второй мировой войны актриса продолжала выступать на сцене, участвовала в различных радиопостановках, а также продолжала записывать новые песни. Вскоре состоялся и её бродвейский дебют. В 1956 году Лотте Ленья стала обладательницей премии «Тони» за исполнение роли Дженни в английской постановке «Трёхгрошовая опера».
Большую популярность актрисе принесли в 1960-х годах несколько ролей в британских фильмах. В 1961 году она сыграла герцогиню Магду в фильме «Римская весна миссис Стоун», где исполнителями главных ролей были Вивьен Ли и Уоррен Битти, за роль которой она была представлена в номинации лучшая актриса второго плана на премию «Оскар» и премию «Золотой глобус». В 1963 году Ленья сыграла злодейку Розу Клебб во втором фильме про Джеймса Бонда «Из России с любовью», роль которой принесла ей ещё большую популярность. В 1966 году исполнила роль фроляйн Шнайдер в оригинале бродвейского мюзикла «Кабаре», за роль которой была номинирована на «Тони».
Лотте Ленья умерла от рака 27 ноября 1981 года в Нью-Йорке на 84-м году жизни, и была похоронена рядом с первым мужем Куртом Вайлем.
В 2007 году на Бродвее был поставлен мюзикл «Любовная музыка», основанный на истории Леньи и Вайля.

## Избранная фильмография
- Трёхгрошовая опера (1931) — Дженни
- Римская весна миссис Стоун (1961) — Графиня
- Из России с любовью (1963) — Роза Клебб
- Свидание (1969) — Эмма Валадьер

## Награды
- «Тони» 1956 — «Лучшая актриса второго плана в мюзикле» («Трёхгрошовая опера»)